# Список керівників держав 473 року
Список керівників держав 473 року — це перелік правителів країн світу 473 року.
Список керівників держав 472 року — 473 рік — Список керівників держав 474 року — Список керівників держав за роками

## Європа
- Айлех — Муйредах мак Еогайн (465—489)
- Арморика — Будік I (464—501)
- Боспорська держава — цар Гадигез (458—470/474)
- Брихейніог — Бріхан ап Анлах (450—490)
- Брінейх — Дівнуал Моелмуд (460—475)
- Королівство бургундів — Гундіох (436—473); Гільперік I (473—480)
- плем'я вандалів — король Гейзеріх (428—477)
- король вестготів — Ейріх (467—484)
- Королівство Гвент — Інір ап Дівнуал (460—480)
- Королівство Гвінед — Ейніон ап Кунеда (460—500)
- Гепіди — Гієсм (460—481/483)
- плем'я гунів — цар Ернак (469—503)
- Дал Ріада — Ерк мак Ехах (400—474)
- Дівед — Айргол Довгорукий (445—495)
- Думнонія — Ербін ап Костянтин (443—480)
- Ебраук — Ейніон ап Мор (470—495)
- Елмет — Масгвід Кульгавий (460—496)
- Ірландія — верховний король Айліль Молт (458/459-478)
- Лазика — правитель, ім'я якого дискусійне (465—486)
- Морганнуг — Глівіс ап Солор (470—480)
- Мунстер — Енгус мак Над Фройх (454—489)
- король частини остготів в Паннонії Видимир I (469—473); Теодимир (469—474/475)
- Король піктів — Друст I (412/413—452/480)
- Королівство Повіс — Рідвед Вріх (460—480)
- Регед — Гураст Кудлатий (450—490)
- Римська імперія — Гліцерій (473—474)
  - Далмація (римська провінція) — Юлій Непот (468/469-474)
  - Суассонська область — Сіагрій (465—486)
- Візантійська імперія — Лев I Макелла (457—474)
- Королівство свевів — Теодемунд (469—475)
- Стратклайд — Думнагуал ап Кінуіт (470—490)
- король тюрингів Бізін (459—507)
- Улад — Муйредах Муйндерг (465—489)
- Уснех — Коналл Кремтайнне (455—480)
- Салічні франки — Хільдерік I (457/458-481)
- Святий Престол — папа римський — Сімпліцій (468—483)
- Візантійський єпископ — Акакій Константинопольський (472—489)

## Азія
- Близький Схід:
  - Гассаніди — Амр III ібн аль-Нуман (453—486)
  - Кінда — Амр аль-Мансур (458—489)
  - Лахміди — аль-Асвад ібн аль-Мундір (462—490)
- Диньяваді — раджа Тюрія Банда (468—474)
- Іберійське царство — цар Вахтанг I Горгасалі (449—502)
- Кавказька Албанія в 461—487 роках — провінція Персії.
- Індія:
  - Царство Вакатаків — магараджа Нарендрасена (450/455—475/480)
  - Династія Вішнукундіна — Мадхав Варма II (462—502)
  - Західні Ганги — Авініта (466—495)
  - Імперія Гуптів — Пуругупта (467—473); Кумарагупта II (473—477)
  - Держава Кадамба — Мрігешаварма (460—480)
  - Раджарата — раджа Датусена (459—473); Кашияпа I (473—495)
- Індонезія:
  - Тарума — Індраварман (455—515)
- Китай:
  - Туюхун (Тогон) — Муюн Шеінь (452—481)
  - Династія Північна Вей — Сяо Вень-ді (471—499)
  - Лю Сун — Лю Ю (II) (472—477)
  - Жужанський каганат — Юйцзюлюй Юйчен (464—485)
- Корея:
  - Кая (племінний союз) — ван Чильджи (451—492)
  - Когурьо — тхеван (король) Чансу (413—491)
  - Пекче — король Керо (454—475)
  - Сілла — ісагим (король) Чабі (458—479)
- Паган — король Тюе (439—494)
- Персія:
  - Держава Сасанідів — шахіншах Пероз (459—484)
    - хушнаваз й магашахі ефталітів і алхон-гунів в Траноксіані, Тохаристані й Гандхарі Хінґіла I (440—490)
- Хим'яр — Шарахбіль Якуф (458—485)
- Японія — Імператор Анко (454-476)

## Африка
- Королівство вандалів і аланів — Гейзеріх (439—477)

## Північна Америка
- Мутульське царство — К'ан-Чітам (456/458-485)
- Баакульське царство — Каспер II (435/440-487)